# Excelsior Rotterdam in het seizoen 2025/26 (vrouwen)
Het seizoen 2025/26 is het negende jaar in het bestaan van het Rotterdamse vrouwenvoetbalelftal van Excelsior. De club komt uit in de Eredivisie en neemt ook deel aan het toernooi om de KNVB Beker.

## Selectie en technische staf

### Selectie
| Nr.             | Nat.               | Naam                   | Competitie  | Competitie  | Beker       | Beker       | Totaal      | Totaal      | Seizoen bij Excelsior | Vorige club      | Contract     |
| Nr.             | Nat.               | Naam                   | W           | Goal        | W           | Goal        | W           | Goal        | Seizoen bij Excelsior | Vorige club      | Contract     |
| Doelvrouwen     | Doelvrouwen        | Doelvrouwen            | Doelvrouwen | Doelvrouwen | Doelvrouwen | Doelvrouwen | Doelvrouwen | Doelvrouwen | Doelvrouwen           | Doelvrouwen      | Doelvrouwen  |
| --------------- | ------------------ | ---------------------- | ----------- | ----------- | ----------- | ----------- | ----------- | ----------- | --------------------- | ---------------- | ------------ |
| 1               | Vlag van Nederland | Anouk van der Klooster | 0           | 0           | 0           | 0           | 0           | 0           | 2e                    | KAA Gent         | 30 juni 2026 |
| 20              | Vlag van Nederland | Karlijn van der Meij   | 0           | 0           | 0           | 0           | 0           | 0           | 2e                    | Jeugd            | Contractloos |
| 20              | Vlag van Nederland | Sophie Frankena        | 0           | 0           | 0           | 0           | 0           | 0           | 2e                    | FC Utrecht       | 30 juni 2026 |
| ?               | Vlag van Nederland | Isa Grimmius           | 0           | 0           | 0           | 0           | 0           | 0           | 1e                    | ADO Den Haag     | 30 juni 2026 |
| Verdedigsters   |                    |                        |             |             |             |             |             |             |                       |                  |              |
| 2               | Vlag van Nederland | Lieke de With          | 0           | 0           | 0           | 0           | 0           | 0           | 4e                    | Jong PSV         | 30 juni 2026 |
| 3               | Vlag van Nederland | Mare Westerink         | 0           | 0           | 0           | 0           | 0           | 0           | 2e                    | Sparta Rotterdam | 30 juni 2026 |
| 4               | Vlag van Nederland | Yara Helderman         | 0           | 0           | 0           | 0           | 0           | 0           | 4e                    | Feyenoord        | 30 juni 2026 |
| 19              | Vlag van Nederland | Yasmine de Jong        | 0           | 0           | 0           | 0           | 0           | 0           | 3e                    | Jeugd            | 30 juni 2026 |
| 47              | Vlag van Nederland | Marilyn van de Burgt   | 0           | 0           | 0           | 0           | 0           | 0           | 2e                    | Jeugd            | Contractloos |
| ?               | Vlag van Marokko   | Djennah Cherif         | 0           | 0           | 0           | 0           | 0           | 0           | 1e                    | KRC Genk         | 30 juni 2026 |
| ?               | Vlag van Nederland | June Burgers           | 0           | 0           | 0           | 0           | 0           | 0           | 1e                    | ADO Den Haag     | 30 juni 2026 |
| ?               | Vlag van Nederland | Janneke Verheijen      | 0           | 0           | 0           | 0           | 0           | 0           | 1e                    | PSV              | 30 juni 2026 |
| Middenveldsters |                    |                        |             |             |             |             |             |             |                       |                  |              |
| 8               | Vlag van Nederland | Veerle van Spijk       | 0           | 0           | 0           | 0           | 0           | 0           | 3e                    | Sparta Rotterdam | 30 juni 2026 |
| 10              | Vlag van Nederland | Katelyn Hendriks       | 0           | 0           | 0           | 0           | 0           | 0           | 5e                    | Jeugd            | 30 juni 2026 |
| 12              | Vlag van Nederland | Jikke de Raaff         | 0           | 0           | 0           | 0           | 0           | 0           | 3e                    | PSV              | 30 juni 2026 |
| 17              | Vlag van Nederland | Nikki Vrij             | 0           | 0           | 0           | 0           | 0           | 0           | 2e                    | Feyenoord        | 30 juni 2026 |
| 31              | Vlag van Turkije   | Yaren Öz               | 0           | 0           | 0           | 0           | 0           | 0           | 2e                    | Jeugd            | Contractloos |
| ?               | Vlag van Japan     | Mahiro Yamamoto        | 0           | 0           | 0           | 0           | 0           | 0           | 1e                    | DSS Haarlem      | 30 juni 2026 |
| ?               | Vlag van Nederland | Anna van der Vlist     | 0           | 0           | 0           | 0           | 0           | 0           | 1e                    | Telstar          | 30 juni 2026 |
| ?               | Vlag van Marokko   | Isra Redouani          | 0           | 0           | 0           | 0           | 0           | 0           | 1e                    | FC Skillz        | 30 juni 2026 |
| ?               | Vlag van Nederland | Isa Gomez              | 0           | 0           | 0           | 0           | 0           | 0           | 1e                    | Telstar          | 30 juni 2026 |
| Aanvalsters     |                    |                        |             |             |             |             |             |             |                       |                  |              |
| 22              | Vlag van Nederland | Chelsea Homan          | 0           | 0           | 0           | 0           | 0           | 0           | 3e                    | Jeugd            | 30 juni 2026 |
| 31              | Vlag van Nederland | Floor van der Eijk     | 0           | 0           | 0           | 0           | 0           | 0           | 2e                    | Jeugd            | Contractloos |
| 43              | Vlag van Nederland | Lenthe Hardiek         | 0           | 0           | 0           | 0           | 0           | 0           | 2e                    | Jeugd            | 30 juni 2026 |
| ?               | Vlag van Marokko   | Hajar Balkhir          | 0           | 0           | 0           | 0           | 0           | 0           | 1e                    | Jong Feyenoord   | 30 juni 2026 |
| ?               | Vlag van Marokko   | Dina Haizoun           | 0           | 0           | 0           | 0           | 0           | 0           | 1e                    | FC Utrecht       | 30 juni 2026 |
| ?               | Vlag van Nederland | Naomi Hilhorst         | 0           | 0           | 0           | 0           | 0           | 0           | 1e                    | PEC Zwolle       | 30 juni 2026 |
| Nr.             | Nat.               | Naam                   | W           | Goal        | W           | Goal        | W           | Goal        | Seizoen bij Excelsior | Vorige club      | Contract     |
| Nr.             | Nat.               | Naam                   | Competitie  | Competitie  | Beker       | Beker       | Totaal      | Totaal      | Seizoen bij Excelsior | Vorige club      | Contract     |

### Legenda
| # | Reden                                          |
| - | ---------------------------------------------- |
|   | Heeft de club in het lopende seizoen verlaten. |

### Technische staf
| Naam            | Functie           |
| --------------- | ----------------- |
| Mathijs Kreugel | Hoofdtrainer      |
| Marije Brummel  | Assistent-trainer |

## Transfers

### Zomer

#### Aangetrokken 2025/26
| Nat.               | Naam               | Van            | Contract     | Bijzonderheden |
| ------------------ | ------------------ | -------------- | ------------ | -------------- |
| Vlag van Marokko   | Hajar Balhir       | Jong Feyenoord | 30 juni 2026 |                |
| Vlag van Nederland | June Burgers       | ADO Den Haag   | 30 juni 2026 |                |
| Vlag van Marokko   | Djennah Cherif     | KRC Genk       | 30 juni 2026 |                |
| Vlag van Nederland | Isa Gomez          | Telstar        | 30 juni 2026 |                |
| Vlag van Nederland | Isa Grimmius       | ADO Den Haag   | 30 juni 2026 |                |
| Vlag van Marokko   | Dina Haizoun       | FC Utrecht     | 30 juni 2026 |                |
| Vlag van Nederland | Naomi Hilhorst     | PEC Zwolle     | 30 juni 2026 |                |
| Vlag van Marokko   | Isra Redouani      | FC Skillz      | 30 juni 2026 |                |
| Vlag van Nederland | Janneke Verheijen  | PSV            | 30 juni 2026 |                |
| Vlag van Nederland | Anna van der Vlist | Telstar        | 30 juni 2026 |                |
| Vlag van Japan     | Mahiro Yamamoto    | DSS Haarlem    | 30 juni 2026 |                |

#### Vertrokken 2025/26
| Nat.               | Naam                   | Naar             | Bijzonderheden |
| ------------------ | ---------------------- | ---------------- | -------------- |
| Vlag van Nederland | Dana Breewel           | Onbekend         |                |
| Vlag van Tunesië   | Sabrine Ellouzi        | AZ               |                |
| Vlag van Nederland | Yentl van Goch         | Onbekend         |                |
| Vlag van Tsjechië  | Albína Goretkiová      | Slavia Praag     |                |
| Vlag van Nederland | Manoah van Houwelingen | NAC Breda        |                |
| Vlag van Nederland | Bonny Lammers          | De Graafschap    |                |
| Vlag van Nederland | Dechamaily Lont        | Feyenoord        | Terug na huur  |
| Vlag van Nederland | Yaël Mollink           | VfR Warbeyen     |                |
| Vlag van Nederland | Estelle Pereira        | Sparta Rotterdam |                |
| Vlag van Nederland | Robine de Ridder       | KRC Genk         |                |

### Jeugdopleiding

#### Aangetrokken 2025/26
| Nat. | Naam | Contract | Bijzonderheden |
| ---- | ---- | -------- | -------------- |
|      |      |          |                |

#### Vertrokken 2025/26
| Nat. | Naam | Naar | Bijzonderheden |
| ---- | ---- | ---- | -------------- |
|      |      |      |                |

### Winter

#### Aangetrokken 2025/26
| Nat. | Naam | Van | Bijzonderheden |
| ---- | ---- | --- | -------------- |
|      |      |     |                |

#### Vertrokken 2025/26
| Nat. | Naam | Naar | Bijzonderheden |
| ---- | ---- | ---- | -------------- |
|      |      |      |                |

## Wedstrijdstatistieken

### Oefenwedstrijden
| Oefenwedstrijd 1                                                                  | VV Ter Leede                                                                    | 2 – 2            | Excelsior                     | Opstelling Excelsior                                                                                             |
| 5 juli 2025 Aanvangstijd: 13:00 uur Plaats: Sassenheim Sportpark De Roodemolen    |                                                                                 | Wedstrijdverslag |                               | Onbekend |
| Oefenwedstrijd 2                                                                  | Excelsior                                                                       | 4 – 4 (3 – 0)    | Sparta Rotterdam              | Opstelling Excelsior                                                                                             |
| 12 juli 2025 Aanvangstijd: 12.00 uur Plaats: Rotterdam Sportclub Excelsior        | Onbekend                                                                        | Wedstrijdverslag | Rosa Mensinga Sem van der Pas | Onbekend |
| Oefenwedstrijd 3                                                                  | Feyenoord                                                                       | 5 – 1 (0 – 0)    | Excelsior                     | Opstelling Excelsior                                                                                             |
| 25 juli 2025 Aanvangstijd: 9.30 uur Plaats: Rotterdam Sportcomplex Varkenoord     | Onbekend e.d.' Dechamaily Lont Romée van de Lavoir Eva van Deursen Zera Hulswit | Wedstrijdverslag | Onbekend                      | Van der Klooster, Burgers, Helderman, Westerink, Balkhir, Hendriks, Yamamoto, Redouani, Martina, Hilhorst, Homan |
| Oefenwedstrijd 4                                                                  | Excelsior                                                                       | – ( – )          | FC Rijnvogels                 | Opstelling Excelsior                                                                                             |
| 16 augustus 2025 Aanvangstijd: 13.00 uur Plaats: Rotterdam Sportclub Excelsior    |                                                                                 | Wedstrijdverslag |                               | |
| Oefenwedstrijd 5                                                                  | Excelsior                                                                       | – ( – )          | SV Saestum                    | Opstelling Excelsior                                                                                             |
| 19 augustus 2025 Aanvangstijd: 19.00 uur Plaats: Rotterdam Sportpark Duivesteijn  |                                                                                 | Wedstrijdverslag |                               | |
| Oefenwedstrijd 6                                                                  | Excelsior                                                                       | – ( – )          | Telstar                       | Opstelling Excelsior                                                                                             |
| 23 augustus 2025 Aanvangstijd: 13.00 uur Plaats: Rotterdam Sportclub Excelsior    |                                                                                 | Wedstrijdverslag |                               | |
| Oefenwedstrijd 7                                                                  | Jong PSV                                                                        | – ( – )          | Excelsior                     | Opstelling Excelsior                                                                                             |
| 30 augustus 2025 Aanvangstijd: 15.30 uur Plaats: Eindhoven PSV Campus De Herdgang |                                                                                 | Wedstrijdverslag |                               | |

### Eredivisie
|       | ADO Den Haag | Ajax | AZ Alkmaar | Feyenoord | sc Heerenveen | Hera United / Telstar | NAC Breda | PEC Zwolle | PSV | FC Twente | FC Utrecht |
| ----- | ------------ | ---- | ---------- | --------- | ------------- | --------------------- | --------- | ---------- | --- | --------- | ---------- |
| Thuis | –            | –    | –          | –         | –             | –                     | –         | –          | –   | –         | –          |
| Uit   | –            | –    | –          | –         | –             | –                     | –         | –          | –   | –         | –          |

| Speelronde 1                                                                            | PSV           | – ( – )          | Excelsior     | Opstelling Excelsior  |
| 6 september 2025 Aanvangstijd: 14.00 uur Plaats: Eindhoven PSV Campus De Herdgang       |               | Wedstrijdverslag |               |                       |
| Speelronde 2                                                                            | Excelsior     | – ( – )          | Aaz           | Opstelling Excelsior  |
| 21 september 2025 Aanvangstijd: 16.45 uur Plaats: Rotterdam Woudestein                  |               | Wedstrijdverslag |               |                       |
| Speelronde 3                                                                            | sc Heerenveen | – ( – )          | Excelsior     | Opstelling Excelsior  |
| 28 september 2025 Aanvangstijd: 16.45 uur Plaats: Heerenveen Sportpark Skoatterwald     |               | Wedstrijdverslag |               |                       |
| Speelronde 4                                                                            | Excelsior     | – ( – )          | PEC Zwolle    | Opstelling Excelsior  |
| 5 oktober 2025 Aanvangstijd: 16.45 uur Plaats: Rotterdam Woudestein                     |               | Wedstrijdverslag |               |                       |
| Speelronde 5                                                                            | Ajax          | – ( – )          | Excelsior     | Opstelling Excelsior  |
| 11 oktober 2025 Aanvangstijd: 14.00 uur Plaats: Amsterdam Sportpark De Toekomst         |               | Wedstrijdverslag |               |                       |
| Speelronde 6                                                                            | Excelsior     | – ( – )          | FC Utrecht    | Opstelling Excelsior  |
| 2 november 2025 Aanvangstijd: 16.45 uur Plaats: Rotterdam Woudestein                    |               | Wedstrijdverslag |               |                       |
| Speelronde 7                                                                            | NAC Breda     | – ( – )          | Excelsior     | Opstelling Excelsior  |
| 16 november 2025 Aanvangstijd: 16.45 uur Plaats: Breda Sportpark Heksenwiel             |               | Wedstrijdverslag |               |                       |
| Speelronde 8                                                                            | Excelsior     | – ( – )          | FC Twente     | Opstelling Excelsior  |
| 23 november 2025 Aanvangstijd: 16.45 uur Plaats: Rotterdam Woudestein                   |               | Wedstrijdverslag |               |                       |
| Speelronde 9                                                                            | Telstar       | – ( – )          | Excelsior     | Opstelling Excelsior  |
| 7 december 2025 Aanvangstijd: 16.45 uur Plaats: Velsen-Zuid 711 Stadion                 |               | Wedstrijdverslag |               |                       |
| Speelronde 10                                                                           | Excelsior     | – ( – )          | ADO Den Haag  | Opstelling FC Utrecht |
| 21 december 2025 Aanvangstijd: 16.45 uur Plaats: Rotterdam Woudestein                   |               | Wedstrijdverslag |               |                       |
| Speelronde 11                                                                           | Feyenoord     | – ( – )          | Excelsior     | Opstelling Excelsior  |
| 17-18 januari 2026 Aanvangstijd: n.t.b. Plaats: Rotterdam Sportcomplex Varkenoord       |               | Wedstrijdverslag |               |                       |
| Speelronde 12                                                                           | Excelsior     | – ( – )          | sc Heerenveen | Opstelling Excelsior  |
| 24-25 januari 2026 Aanvangstijd: n.t.b. Plaats: Rotterdam Woudestein                    |               | Wedstrijdverslag |               |                       |
| Speelronde 13                                                                           | FC Twente     | – ( – )          | Excelsior     | Opstelling FC Utrecht |
| 31 januari-1 februari 2026 Aanvangstijd: n.t.b. Plaats: Enschede Sportpark Schreurserve |               | Wedstrijdverslag |               |                       |
| Speelronde 14                                                                           | FC Utrecht    | – ( – )          | Excelsior     | Opstelling Excelsior  |
| 14-15 februari 2026 Aanvangstijd: n.t.b. Plaats: Utrecht Sportcomplex Zoudenbalch       |               | Wedstrijdverslag |               |                       |
| Speelronde 15                                                                           | Excelsior     | – ( – )          | Telstar       | Opstelling Excelsior  |
| 21-22 februari 2026 Aanvangstijd: n.t.b. Plaats: Rotterdam Woudestein                   |               | Wedstrijdverslag |               |                       |
| Speelronde 16                                                                           | Excelsior     | – ( – )          | PSV           | Opstelling Excelsior  |
| 14-15 maart 2026 Aanvangstijd: n.t.b. Plaats: Rotterdam Woudestein                      |               | Wedstrijdverslag |               |                       |
| Speelronde 17                                                                           | ADO Den Haag  | – ( – )          | Excelsior     | Opstelling Excelsior  |
| 28-29 maart 2025 Aanvangstijd: n.t.b. Plaats: Den Haag Bingoal Stadion                  |               | Wedstrijdverslag |               |                       |
| Speelronde 18                                                                           | Excelsior     | – ( – )          | NAC Breda     | Opstelling Excelsior  |
| 4-5 april 2026 Aanvangstijd: n.t.b. Plaats: Rotterdam Woudestein                        |               | Wedstrijdverslag |               |                       |
| Speelronde 19                                                                           | PEC Zwolle    | – ( – )          | Excelsior     | Opstelling Excelsior  |
| 25-26 april 2025 Aanvangstijd: n.t.b. Plaats: Zwolle MAC³PARK stadion                   |               | Wedstrijdverslag |               |                       |
| Speelronde 20                                                                           | Excelsior     | – ( – )          | Ajax          | Opstelling Excelsior  |
| 2-3 mei 2025 Aanvangstijd: n.t.b. Plaats: Rotterdam Woudestein                          |               | Wedstrijdverslag |               |                       |
| Speelronde 21                                                                           | Excelsior'    | – ( – )          | Feyenoord     | Opstelling Excelsior  |
| 8 mei 2025 Aanvangstijd: 20.00 uur Plaats: Rotterdam Woudestein                         |               | Wedstrijdverslag |               |                       |
| Speelronde 22                                                                           | AZ            | – ( – )          | Excelsior     | Opstelling Excelsiod  |
| 22 mei 2025 Aanvangstijd: 20.00 uur Plaats: Wijdewormer AFAS Trainingscomplex           |               | Wedstrijdverslag |               |                       |

## Statistieken Excelsior 2025/2026

### Tussenstand Excelsior in de Nederlandse Eredivisie Vrouwen 2025 / 2026
| Stand | Gespeeld | Gewonnen | Gelijk | Verloren | Punten | Doelpunten voor | Doelpunten tegen | Gele kaarten | Rode kaarten |
| ----- | -------- | -------- | ------ | -------- | ------ | --------------- | ---------------- | ------------ | ------------ |
|       |          |          |        |          |        |                 |                  |              |              |

### Topscorers
| #              | Naam   | Goal |
| -------------- | ------ | ---- |
| 1.             |        | 0    |
| Eigen doelpunt |        |      |
| 1.             |        | 0    |
| Totaal         | Totaal | 0    |

| #      | Naam   | Goal |
| ------ | ------ | ---- |
| 1.     |        | 0    |
| Totaal | Totaal | 0    |

| #      | Naam   | Goal |
| ------ | ------ | ---- |
| 1.     |        | 0    |
| Totaal | Totaal | 0    |

### Kaarten
| #      | Naam   | Kreeg geel |
| ------ | ------ | ---------- |
| 1.     |        | 0          |
| Totaal | Totaal | 0          |

| #      | Naam   | Kreeg voor de tweede keer geel en dus rood |
| ------ | ------ | ------------------------------------------ |
| 1.     |        | 0                                          |
| Totaal | Totaal | 0                                          |

| #      | Naam   | Weggestuurd |
| ------ | ------ | ----------- |
| 1.     |        | 0           |
| Totaal | Totaal | 0           |

## Voetnoten
ADO Den Haag · 
Ajax · 
AZ · 
Excelsior Rotterdam · 
Feyenoord · 
sc Heerenveen · 
NAC Breda · 
PEC Zwolle · 
PSV · 
Telstar · 
FC Twente · 
FC Utrecht